# 重庆中医药学院
重庆中医药学院是中华人民共和国的一所全日制本科公办普通高等学校，位于重庆市璧山区。
2023年6月6日，中华人民共和国教育部同意设置重庆中医药学院。该校以原重庆医科大学中医药学院为主要办学基础，整合重庆市中医院、重庆市中药研究院、重庆市药物种植研究所等中医药教学科研资源而组建。